# Peter Rona
Peter Rona, Geburtsname Peter Rosenfeld (* 13. Mai 1871 in Budapest, Österreich-Ungarn; † Februar oder März 1945) war ein aus Ungarn stammender deutscher Mediziner und Physiologe.

## Leben
Rona wurde 1871 als Kind einer jüdischen Familie unter dem Namen Peter Rosenfeld geboren. Er studierte nach dem Schulbesuch in Wien und Heidelberg Medizin und begann nach seiner Promotion zum Doktor der Medizin ein Chemiestudium in Wien, das er 1903 mit einer weiteren Promotion abschloss. 1905 gründete er zusammen mit Leonor Michaelis das Chemisch-Bakteriologische Laboratorium des Krankenhauses Am Urban und war in den folgenden Jahren dessen Leiter. 1910 trat er aus der Jüdischen Gemeinde aus und schloss sich der Evangelischen Kirche an.
1920 erfolgte seine Habilitation an der Friedrich-Wilhelms-Universität zu Berlin, ehe er 1922 als Nachfolger von Leonor Michaelis außerordentlicher Professor für Medizinische Chemie an der Friedrich-Wilhelms-Universität zu Berlin wurde. Zugleich übernahm er Michaelis’ Funktion als Leiter des Chemisch-Bakteriologischen Laboratoriums am Institut für Pathologie der Charité. Zu seinen Assistenten gehörte zuletzt Franz Theodor von Brücke.
Diese Positionen verlor er aufgrund seiner jüdischen Herkunft mit dem Beginn der Zeit des Nationalsozialismus Anfang Mai 1933 und emigrierte 1938 nach Ungarn. Dort wurde er 1944 mit Hilfe der Schwedischen Botschaft durch die Initiative von Raoul Wallenberg zunächst vor der Deportation in ein Konzentrationslager bewahrt. Die Umstände seines Todes im Februar oder März 1945 sind unklar. Er gehörte zu den neun Mitgliedern der Deutschen Akademie der Naturforscher Leopoldina, die während der Zeit des Nationalsozialismus ihr Leben verloren. Die Unterlagen im Leopoldina-Archiv nennen Auschwitz als Todesort.
Er war mit Elisabet Róna-Sklarek (1872–1945) verheiratet, die 1901 ungarische Volksmärchen herausgab. Sie starb mit ihm 1945.

## Ehrungen
- Eine Gedenkstele der Leopoldina in Halle (Saale) zum Andenken von neun Mitgliedern der Akademie, die in den Konzentrationslagern der Nationalsozialisten ermordet wurden oder an den unmenschlichen und grausamen Bedingungen der Lagerhaft starben, erinnert auch an Peter Rona.[3]

## Veröffentlichungen
Rona verfasste zahlreiche Artikel und Fachbüchern zu physiologisch-chemischen Themen sowie angewandten physikalischen Chemie. Zu seinen bekanntesten Veröffentlichungen gehören:
- Praktikum der physiologischen Chemie : Teil 1. Fermentmethoden, 1926
- (mit Hans Kleinmann): Praktikum der physiologischen Chemie, Teil 2: Blut Horn, Berlin : Julius Springer 1929[4]
- Praktikum der physiologischen Chemie : Teil 3. Stoffwechsel u. Energiewechsel, Mitautor Hugo Wilhelm Knipping, 1928
- Praktikum der physikalischen Chemie insbesondere der Kolloidchemie für Mediziner und Biologe, Mitautor Leonor Michaelis, 4. Auflage, 1930

Darüber hinaus war er zwischen 1923 und 1934 Herausgeber der Berichte über die gesamte Physiologie und experimentelle Pharmakologie und der Jahresberichte über die gesamte Physiologie und experimentelle Pharmakologie.